# Кйомджи
Кйомджи (кор. 겸지왕 або 금겸왕, 鉗知王 або 金鉗王, Gyeomji wang або Geumgyeom wang, Kyŏmji wang або Kŭmgyŏm wang) — корейський ван, дев'ятий правитель держави Кимгван Кая періоду Трьох держав.
Був сином і спадкоємцем вана Чильджи. Після смерті Кйомджи трон успадкував його син Кухйон, за правління якого держава припинила своє існування.